# Ravidas

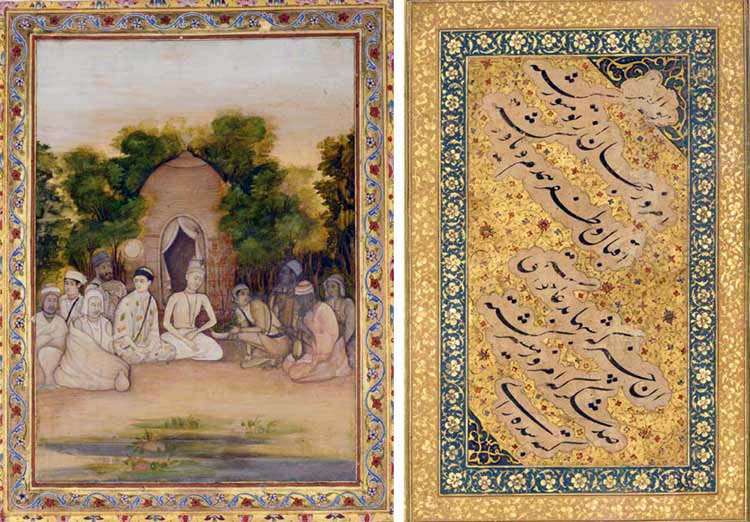
Pittura sikh del XVIII secolo in cui sono rappresentati alcuni saggi tra cui Sikh Ravidas.

Guru Ravidas (Varanasi, verso il 1377 – Varanasi, 1528) è stato un poeta e mistico indiano.

## Biografia
Guru Ravidas è un guru ed autore di inni compresi nel Libro sacro dei sikh, il Guru Granth Sahib
Sembra che sia nato nel 1377, nei pressi di Varanasi, e sia morto tra il 1528. È conosciuto anche col nome di Rai Das. 
Apparteneva alla comunità degli chamar, ed aveva lavorato come conciatori e ciabattino; egli si è descritto come un emarginato, un escluso, un quasi intoccabile. In realtà era un mistico profondamente immerso nella spiritualità come Kabir o come il famoso guru medioevale: Rāmānanda. 
Ha lasciato una traccia nella letteratura indù, soprattutto, per aver cercato di sintetizzare le sensazioni trasmesse dalle diverse religioni. Ha viaggiato molto nell'India del Nord dove ebbe molti discepoli; parecchi monumenti eretti in suo onore lo dimostrano. 
Quarantuno dei suoi inni si trovano nel Guru Granth Sahib. Ha scritto che l'anima umana non è che una parte del divino, come le onde e l'acqua che le produce.

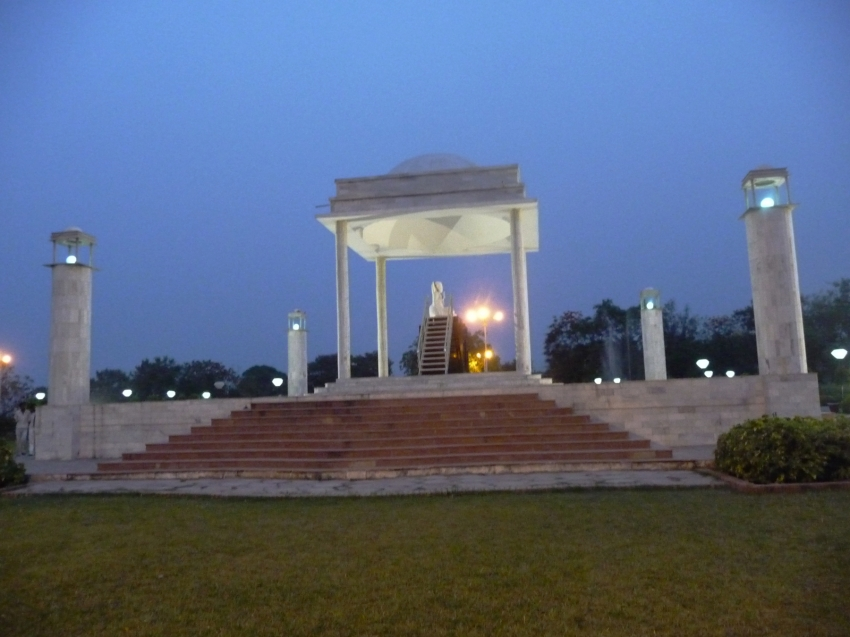
Vista del parco di Sri Guru Ravidas, a Varanasi, India.

Guru Ravidas è anche ricordato per avere, nella sua epoca, lottato contro la tirannia del sistema delle caste.

## Ravidasi
Alla fine del XIX secolo, molti credenti sono divenuti Sikh, perché Ravidas era un Sikh. I loro luoghi di culto, sono gurdwara (i templi sikh), con il Guru Granth Sahib posto al centro. Comunque, nel loro culto rendono omaggio ad alcuni dei Guru Sikh, ed hanno una particolare attenzione per la celebrazione del compleanno di Guru Ravidas, detto Gurpurb verso febbraio-marzo.